# نزار حمدون
نزار حمدون سعيد (1944 - 4 يوليو 2003) كان سفير العراق لدى الولايات المتحدة في الفترة من 1984 إلى 1988 ومندوب العراق في الأمم المتحدة في الفترة من 1992 إلى 1998. كما شغل منصب نائب وزير الخارجية في الفترة من عام 1988 إلى عام 1992 ووكيل وزارة الخارجية من عام 1999 إلى تقاعده في عام 2001.
حمدون مسلم عربي سني من الموصل. أنهى دراسته الثانوية في كلية بغداد ثم حصل على بكالوريوس الهندسة المعمارية من جامعة بغداد.
اكتسب اهتماما في الغرب في عام 1998 أثناء أزمة نزع السلاح العراقية وعمليات التفتيش على الأسلحة التابعة للجنة الأمم المتحدة الخاصة.